# Svetlana Zakharova
Pour les articles homonymes, voir Zakharov.
Svetlana Iourievna Zakharova (en russe : Светлана Юрьевна Захарова, ISO 9 : Svetlana Ûr'evna Zaharova) est une ballerine russe surnommée « la Tsarine de la danse ». Elle est Prima Ballerina du Ballet du Bolchoï et de la Scala de Milan,.
Svetlana Zakharova est considérée comme l'une des plus grandes danseuses classiques,,.

## Biographie

### Débuts
Svetlana Zakharova est née le 10 juin 1979 à Loutsk (Ukraine) à l'époque où ce pays faisait partie de l'URSS mais, aujourd'hui indépendant. Elle est donc de nationalité ukrainienne.
Poussée par sa mère qui, en son temps, avait rêvé de devenir ballerine , la petite Svetlana commence par étudier la danse folklorique à l'âge de 6 ans dans une école locale.
Âgée de 10 ans, Svetlana Zakharova est admise à l'école du ballet national d'Ukraine. Son père, militaire de carrière, ayant été muté en Allemagne, Svetlana doit quitter l'école de danse quatre mois plus tard pour suivre ses parents. Six mois plus tard, lorsque la famille revient en Ukraine, elle se présente de nouveau au concours d'entrée et réintègre l'école chorégraphique de Kiev où elle étudie sous la houlette de Valeria Souleguina.
En 1995, elle remporte la médaille d'argent du Concours international des Jeunes Danseurs de Moscou, ce qui lui permet de prétendre à la classe de promotion de l'Académie Vaganova, vivier privilégié des futurs danseurs de la troupe du Mariinsky.
Cette scolarité lui fait d'aborder ses premiers grands rôles : Macha (Clara) dans Casse-noisette ou encore la Reine des Dryades de Don Quichotte.

### Ascension dans le ballet du Mariinsky
À 17 ans, Svetlana Zakharova rejoint l'effectif de la compagnie du Mariinsky (son premier rôle sera Maria dans La Fontaine de Bakhtchisaraï) ; son ascension au sein de la troupe sera fulgurante, puisqu'elle n'attendra qu'un an avant d'être nommée « principale » — c'est-à-dire danseuse étoile — à l'âge de 18 ans,.
Elle étudie avec Olga Moïsseïeva, qui devient rapidement son mentor artistique, et se voit abondamment et avec succès distribuée dans des rôles de premier plan.
Citons pour l'exemple Aurore, Nikia, Odette-Odile, et Giselle qui est alors l'un de ses rôles-phares.

### Étoile du ballet du Bolchoï
La carrière de Svetlana Zakharova ne prend véritablement son essor qu'en 2003, lorsqu'à la suite d'un différend avec le Mariinski, elle rejoint la compagnie rivale, le Théâtre Bolchoï (qui l'avait déjà invitée alors qu'elle débutait au Mariinsky). Elle commence alors à travailler avec Ludmila Semenyaka (elle aussi diplômée de l'Académie Vaganova).

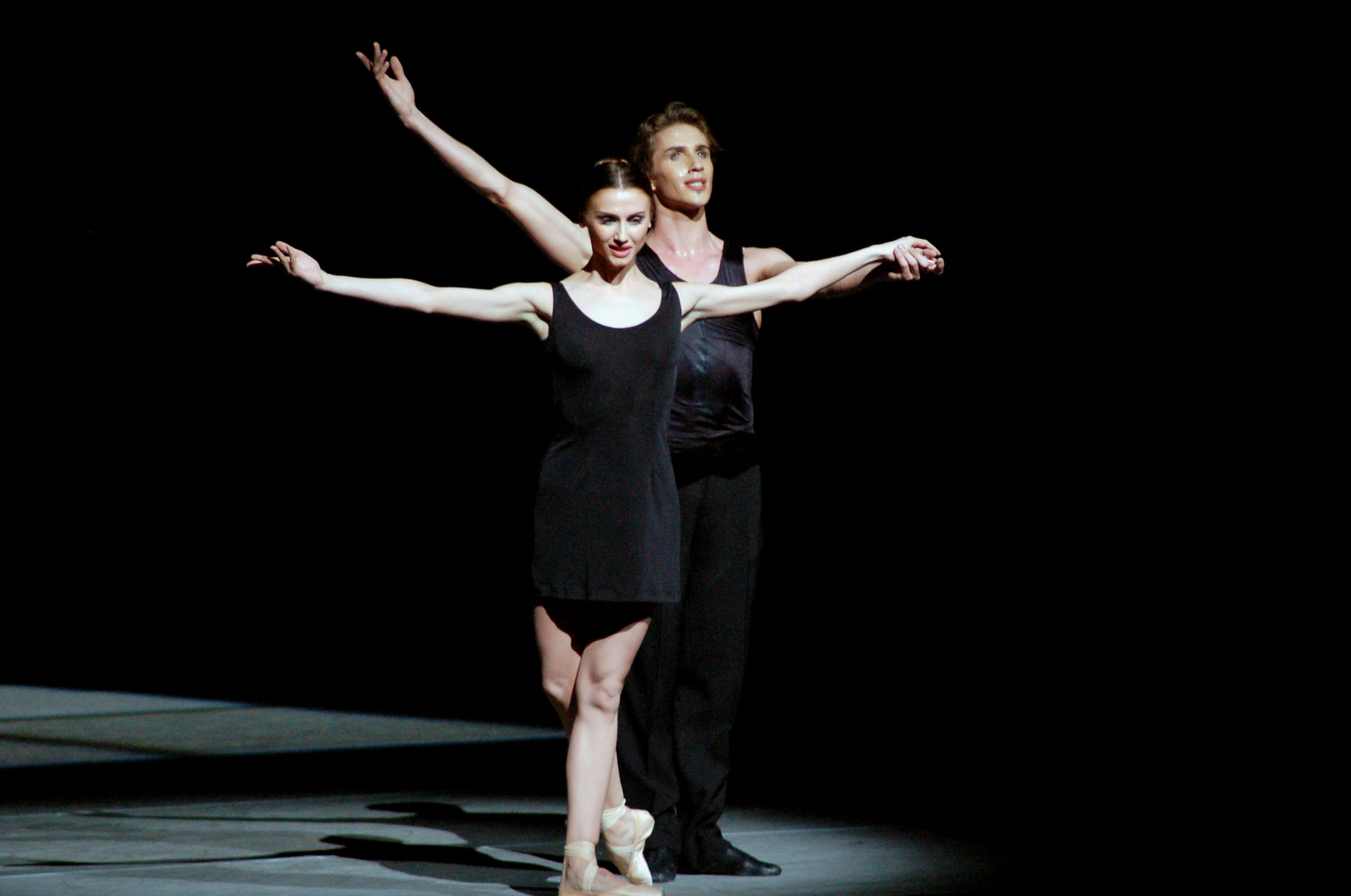
Svetlana Zakharova et Andreï Merkouriev en 2006

Invitée permanente au sein du Nouveau théâtre national de Tokyo, elle est également sous contrat avec la Scala de Milan, devenant la première Russe à y obtenir le titre de prima ballerina, et y danse régulièrement Le Lac des cygnes, Giselle, La Belle au bois dormant et La Bayadère avec Roberto Bolle comme partenaire privilégié (de nombreux enregistrements vidéo ont été réalisés). Sa renommée internationale conduit à l'organisation de nombreux galas en son honneur, notamment en Russie, en Grèce et au Japon — pays pour lequel elle éprouve une véritable affection depuis que sa première tournée l'y a amenée, à l'âge de 17 ans —, galas au cours desquels elle laisse une place de plus en plus importante aux chorégraphies contemporaines (souvent créées pour elle, à l'instar du Zakharova Supergame de Francesco Ventriglia, soliste à la Scala de Milan, ou encore Revelation de Motoko Hirayame).
En 1999, elle reçoit le Masque d'or de la meilleure danseuse pour son travail dans Serenade de George Balanchine et, l'année suivante, c'est son interprétation d'Aurore dans La Belle au bois dormant qui se voit à son tour récompensée. En 2005, elle remporte le Prix Benois de la danse grâce au Songe d'une nuit d'été.
Le 6 juin 2006, la fédération de Russie lui remet le titre d'Artiste émérite et, le 21 février 2008, celui d'Artiste du peuple de la fédération de Russie. En février 2010, la France la nomme Officier des Arts et des Lettres.
Elle dispose d'un coach particulier au Bolchoi : Ludmila Semenyaka, qui compte beaucoup pour elle et qui est devenue son maître selon ses propres mots.

## Style

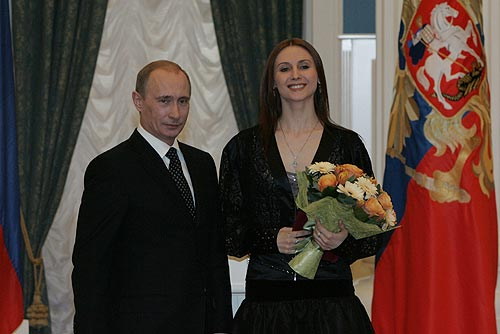
Svetlana Zakharova en compagnie de V. Poutine lors de la remise du prix Artiste du peuple de la fédération de Russie.

Sa technique sans faille lui permet de ne jamais esquiver les difficultés du répertoire. Elle allie précision et rapidité de la gestuelle, fluidité du mouvement, travail de jambes, excellence des dégagés et des tours parfaits, passés sans difficultés. Merveilleuse sensibilité associée à une grande musicalité.
Plébiscitée par le public et une partie des critiques qui encensent sa technique superlative, impressionnante de maîtrise et son travail intelligent de l'interprétation de ses rôles, elle est désormais considérée comme l'une des plus grandes ballerines de ce début de siècle.
Elle reste cependant décriée par d'autres qui trouvent sa danse esthétiquement non conforme aux normes du « classicisme ». Elle est l'une des pionnières d'une révolution au sein du monde du ballet, incluant les extensions de la jambe à l'oreille et un magnifique cou-de-pied, marquant le début du style Guillem.

## Vie privée
Zakharova est mariée à Vadim Repine, premier violon de l'orchestre du Bolchoï. En 2010, elle s'éloigne de la scène en raison d'une grossesse. Elle accouche le 17 février 2011 d'une petite fille prénommée Anna.
Elle revient à la danse le 15 mai 2011, à Londres, à l'occasion d'un gala donné à la mémoire de Galina Oulanova.

### Activités hors du ballet
Svetlana Zakharova tient également à s'impliquer dans la vie politique de son pays. Ancienne députée de la Douma d'État russe, elle a représenté le parti Russie Unie au comité de la culture du Parlement le temps d'un mandat, avant de se désengager de la politique.

## Répertoire[16]

### Ballet du Mariinski de Saint-Pétersbourg
1996
- Princesse Florine dans La Belle au bois dormant de Constantin Sergueïev, d’après Petipa
- Soliste dans le pas de deux du Lac des cygnes de Balanchine
- La Mort du cygne de Camille Saint-Saëns et Fokine
- Maria dans La Fontaine de Bakhtchissaraï de Zakharov
- Masha dans Casse-noisette de Vainonen

1997
- Gulnara dans Le Corsaire de Goussev, d’après Petipa
- Giselle dans Giselle de Coralli et Perrot, d’après Petipa
- La reine des Dryades dans Don Quichotte de Gorsky, d’après Petipa
- 7e Valse et Mazurka, Chopiniana de Fokine
- Amie de Juliette dans Roméo et Juliette de Lavrovski

1998
- Princesse Aurore dans La Belle au bois dormant de Constantin Sergueïev, d’après Petipa
- Terpsichore dans Apollon musagète de Balanchine
- Soliste dans Sérénade de Balanchine
- Odette-Odile dans Le Lac des cygnes de Constantin Sergueïev, d’après Petipa-Ivanov
- Poème d'extase d'Alexei Ratmansky

1999
- Soliste dans Symphonie in C (1er mouvement) de Balanchine
- Medora dans Le Corsaire de Gosusev, d’après Petipa
- Princesse Aurore dans La Belle au bois dormant de Sergueï Vikharev, d’après Petipa
- Nikiya dans La Bayadère de Ponomarev et Tchaboukiani, d’après Petipa

2000
- Rôle principal dans Jewels de Balanchine
- Manon dans Manon de Kenneth MacMillan
- Kitri dans Don Quichotte  de Gorsky, d'après Petipa

2001
- Soliste dans Now and Then de John Neumeier
- Soliste dans La Demoiselle et le Hooligan de Constantin Boyarsky
- Zobeide dans Schéhérazade de Rimski-Korsakov et Fokine

2002
- Juliette dans Roméo et Juliette de Lavrovsky
- Nikiya dans La Bayadère de Vikharev, d’après Petipa
- Soliste dans Paquita de Petipa
- Soliste dans Middle Duet de Ratmansky

2003
- Soliste dans Études de Lander

### Ballet du Bolchoï de Moscou
2003
- Giselle dansGiselle de Perrot et Coralli, mise en scène de Grigorovitch revue par Vassiliev
- Aspiccia dans La Fille du Pharaon de Lacotte
- Odette-Odile dans Le Lac des cygnes de Petipa-Ivanov, mise en scène de Grigorovitch

2004

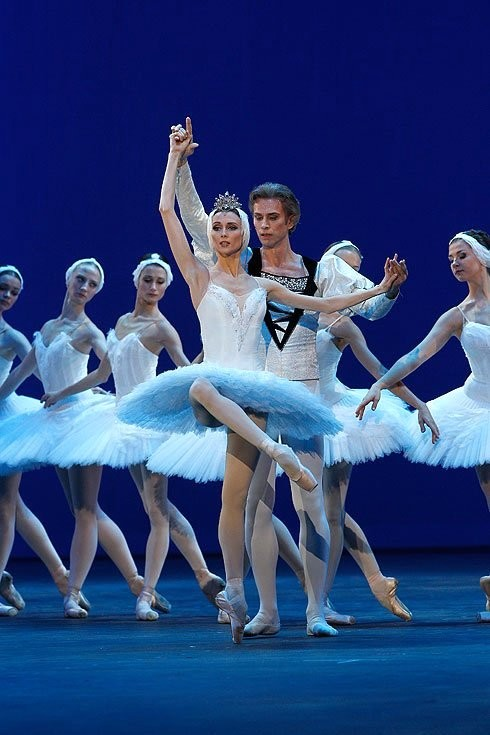
Svetlana Zakharova et Andreï Ouvarov dans Le Lac des cygnes au Bolchoï en octobre 2011.

- Princesse Aurore dans La Belle au bois dormant de Petipa, mise en scène de Grigorovitch
- Soliste dans Symphonie in C (2e mouvement) de Balanchine
- Nikiya dans La Bayadère de Petipa, mise en scène de Grigorovitch
- Kitri dans Don Quichotte de Petipa et Gorsky, mise en scène de Fadeïetchev
- Hippolyta/Titania dans Le Songe d’une nuit d’été de Neumeier

2005
- Raymonda dans Raymonda de Petipa, mise en scène de Grigorovitch
- Soliste dans The Middle, Somewhat Elevated de Forsythe
- Carmen dans Carmen Suite d'Alberto Alonso

2006
- Cendrillon dans Cendrillon de Iouri Possokhov

2007
- Soliste dans Balanchine Sérénade de Balanchine
- Medora dans Le Corsaire de Petipa, mise en scène de Ratmansky
- Soliste dans Class Concert d'Assaf Messerer

2008
- Aegina dans Spartacus de Grigorovitch
- Paquita dans Paquita de Petipa, mise en scène de Iouri Bourlaka
- Couple en jaune dans Russian Seasons de Ratmansky

2009
- Svetlana dans Svetlana Supergame de Ventriglia

2010
- La mort dans Le Jeune Homme et la Mort de Roland Petit

2013
- Rôle principal dans Jewels de Balanchine

### Artiste invitée
- Medora dans Le Corsaire de Gousev, d’après Petipa, mise en scène de  Vaziev, au Théâtre Colyn de Buenos Aires (1999)
- Odette-Odile dans Le Lac des cygnes, Ballet de Santiago, Chili (2000)
- La Fée sucre d’orge dans Casse-noisette de Balanchine, New York City Ballet (2000)
- Manon dans Manon Lescaut de Keneth MacMillan, Bayerisches Staatsballett, Munich (2001)
- Odette-Odile dans Le Lac des cygnes de Petipa-Ivanov, mise en scène de Makarova, Teatro Municipal, Rio de Janeiro (2001)
- Nikiya dans La Bayadère de Petipa, Chabukiani et Ponomarev, mise en  scène de Noureev, Ballet de l'Opéra national de Paris (2001)
- Princesse Aurore dans La Belle au bois dormant de Petipa, mise en scène de Chalmer, Opera di Roma (2002)
- Odette-Odile dans Le Lac des cygnes, New National Theatre Ballet, Tokyo (2002, 2005, 2006, 2008)

Elle apparaît également dans le documentaire de Bertrand Normand Ballerina, filmé alors qu'elle était encore soliste à Saint-Pétersbourg.

## Récompenses et distinctions honorifiques
- 1999 : Masque d'or (Russie)
- 2005 : Prix Benois de la Danse (Russie)
- 2006 : Artiste émérite (Russie)
- 2008 : Artiste du peuple de la fédération de Russie
- 2010 :  Officière de l'ordre des Arts et des Lettres (France)
- 2015 : Prix Benois de la Danse (Russie)
- 2017 : Membre du jury du XIIIe Concours international de ballet de Moscou
- 2019 : Ordre du Mérite pour la Patrie de IVe classe (29 avril 2019)

## Filmographie
- La Fille du Pharaon, Théâtre du Bolchoï, Bel Air/Harmundia Mundi, ASIN: B00061ZLJ8
- La Bayadère, Théâtre du Bolchoï, Bel air Media
- La Belle au bois dormant, Théâtre du Bolchoï, Bel Air, ASIN: B008MMFBES
- La Bayadère, Théâtre alla Scala, TDK/RAI, ASIN: B000M2EBX8
- Le Lac des cygnes, Théâtre alla Scala, TDK/RAI, DVWW-BLSL
- Giselle, Théâtre alla Scala, TDK/RAI, ASIN: B000FS9JC2, DVWW-BLGISS
- Ballerina, documentaire de 2006 par Bertrand Normand, 77 min, Les Films du Paradoxe, ASIN: B001UNEKCU
- Carmen Suite (une interprétation géniale d'un rôle difficile avec celle de Maïa Plissetskaïa pour qui le rôle a été composé)